# CLUB HALLELUJAH
『CLUB HALLELUJAH』（クラブ・ハレルヤ）は、NOKKOのライブ・ビデオ。1992年12月12日発売。
発売元はSony Records。

## 解説
- 同年8月に晴海の特設会場で行われたライブの模様を収録した。
- 2006年10月4日にはミュージック・ビデオやロンドンでのリハーサル・ドキュメントを追加収録して『CLUB HALLELUJAH & CLIPS』としてDVD化が行われた[1]

## 収録曲
1. CHASE THE CRIME
2. NO RETURN
3. 今どきの男の子
4. レモン
5. COSMIC SUNSHINE BABY
6. 日なたのヒヨコ (Dandelion Heart)
7. APACHE MOON
8. CRAZY CLOUDS
9. HOLY NIGHT
10. 奇跡のウェディングマーチ

### CLUB HALLELUJAH & CLIPS / ボーナストラック
1. 奇跡のウェディングマーチ
  - ミュージック・ビデオ
2. I Will Catch U
  - ミュージック・ビデオ
3. 天使のラブソング
  - ミュージック・ビデオ
4. HALLELUJAH TV SPOT
5. 天使のラブソング TV SPOT
6. NOKKO in LONDON 1992